# Oussama Mellouli
Oussama Mellouli (en àrab: أسامة الملولي) (Tunis, Tunísia, 16 de febrer de 1984) és un nedador especialista en les proves de fons del crol i darrerament en les aigües obertes, tot i que anteriorment també va competir en les de mig-fons i els estils i, a menor nivell, en tots els estils. Mellouli és doble campió olímpic i mundial, per la qual cosa és una de les màximes figures esportives del seu país. Va ser, juntament amb Mohammed Gammoudi, l'únic esportista tunisià en guanyar una medalla d'or olímpica i, posteriorment, l'únic en aconseguirn-ne dos.

## Biografia
Oussama Mellouli va deixar Tunisia amb 15 anys per tal de desenvolupar els seus estudis i carrera esportiva a França, on va estudiar el batxillerat a Marsella. Posteriorment, Mellouli va estudiant informàtica a la Universitat del Sud de Califòrnia, on també competí amb el seu equip esportiu: els Troians del Sud de Califòrnia. En aquell període va passar d'una jove promesa a esdevindre la figura més gran de l'esport al seu país.
Mellouli ja va tindre una discreta participació en els Jocs Olímpics de Sydney, l'any 2000. Però en 2003 va arribar el seu primer èxit internacional amb la medalla de bronze en els 400 estils al Campionats Mundials de Barcelona, rubricada tan sols un any després als Mundials en piscina curta. Pareixia que la seva definitiva consagració arribava després de deixar els estils pel crol. En 2005, als Campionats Mundials de Mont-real va penjar-se dos bronzes als 400 lliures i 400 estils. Dos anys després, als Campionats Mundials de Melbourne, va guanyar la cursa dels 800 lliures i tan sols va ser superat per Park Tae-Hwan als 400. No obstant això, Mellouli va donar possitiu per anfetamines en els controls contra el dopatge. Finalment, el setembre del mateix any, el Tribunal d'Arbitratge de l'Esport va llevar-li les dues medalles guanyades aquella primavera i el va sancionar per 18 mesos.
Mellouli va tornar tot just per als Jocs Olímpics de Beijing. Especialitzat ara en proves de més llarga distància, va ser en aquesta nova etapa quan aconseguí els majors triomfs. Aquell mateix 2008 va proclamar-se campió olímpic en els 1.500 metres (30 anys després de la fita de Mohammed Gammoudi), va dominar les proves dels 200, 400 i 1.500 estils i 200 i 400 estils a la Copa del Món de la FINA i va ser l'absolut protagonista dels Campionat Africà de Natació en endur-se 12 medalles, 9 d'elles d'or. La seva forma va continuar la temporada següent amb l'or als 1.500 metres, a més de la plata als 400 i els 800 als Campionats Mundials de Roma. Tan sols un mes abans havia aconseguit 5 medalles d'or més als Jocs del Mediterrani de Pescara. Aquell 2009 Mellouli va fer les seves millors marques i va començar una dolça devallada en la piscina per tal de centrar-se en les aigües obertes. A finals de 2011 va tornar al seu país per a nedar per l'Espérance Sportive de Tunis per tal de preparar-se els Jocs Olímpics de Londres. Allà va proclamar-se campió en els 10 km en aigües obertes, a banda d'obtindre un bronze en els 1.500 lliures. La seva reeixida aclimatació a les aigües obertes va continuar als Mundial de Barcelona l'any següent, proclamant-se campió dels 5 km i guanyà la medalla de bronze als 10 km.